# EasyGo
EasyGo je společný podnik Norska, Švédska, Dánska a Rakouska, který umožňuje používání jediné elektronické mýtné známky na zpoplatněných silnicích, trajektech a mostech ve všech členských zemích. Účelem EasyGo je umožnit použití jednoho OBE k platbě při projíždění jakýmkoli mýtným zařízením, se kterým se můžete setkat na cestě severní Evropou a Rakouskem. EasyGo je založen na mikrovlnné technologii DSRC 5,8 GHz a mezi operátory jsou velké rozdíly. 

## Historie
EasyGo byla první evropská komerční služba přeshraničního výběru mýtného. Počáteční diskuse začaly v roce 2004, kdy se stavěl most Svinesund mezi Norskem a Švédskem. Norská správa veřejných komunikací a Švédská dopravní agentura spolu se Sund & Bælt (provozovatel Great Belt Fixed Link) a Øresundsbro Konsortiet (dánsko-švédský společný podnik, provozovatel mostu Øresund) založily EasyGo v roce 2007.
Rakouský ASFiNAG se k partnerství připojil v roce 2009.
Zahrnuty jsou všechny stávající systémy implementované v severských zemích do roku 2007 (AutoPASS a BroBizz) a nebyla vyžadována žádná revize zákonů v těchto zemích.
Od 1. ledna 2021 musí být OBE vydávány poskytovateli registrovanými v EETS, aby je bylo možné používat na Great Belt Fixed Link. Jen málo norských poskytovatelů AutoPass je zatím poskytovateli EETS a většinu AutoPASS proto nelze v současné době na Storebælt používat.
Pouze SkyttelPASS je v současné době registrován EETS a služba Fremtind požádala o registraci.

## EasyGo Basic
Služba EasyGo Basic je určena pouze pro vozidla cestující ve Skandinávii nebo má maximální povolenou hmotnost 3,5 tuny.

## EasyGo+
EasyGo+ je služba přeshraničního výběru mýta, která umožňuje řidičům vozidel nad 3,5 tuny platit mýtné v Rakousku, Dánsku, Švédsku a Norsku s použitím pouze jednoho OBE ve všech čtyřech zemích.